# Antena RAI de Caltanissetta
O sistema de rádio transmissor de Caltanissetta ou Antena RAI de Caltanissetta é uma torre, agora inativa, para transmissão em ondas longas, médias e curtas; tipo mastro guiado.  O transmissor é isolado contra o solo.
Seu elemento principal é uma antena omnidirecional de 286 metros de altura, que detém o recorde de estrutura mais alta da Itália; fica em uma colina 689 metros acima do nível do mar; O topo da antena portanto está a 975 metros acima do nível do mar.